# Lepilemur petteri
Lepilemur petteri är en primat i släktet vesslemakier som förekommer på sydvästra Madagaskar. Populationen skiljer sig i sina genetiska egenskaper från Lepilemur leucopus och godkänns sedan 2006 som art.
Med en kroppslängd (huvud och bål) av 250 till 260 mm, en svanslängd av 230 till 240 mm och en vikt av 600 till 630 g är arten större än Lepilemur leucopus. Den har grå till gråbrun päls på ovansidan och en ljusgrå till vit undersida. Det gråa ansiktet kännetecknas av ljusa områden kring ögonen och vid hakan. Öronens insida är mörkbrun till mörkgrå vad som står i kontrast till de ljusa kanterna. På lårens framsida finns bruna nyanser.
Arten vistas i områden som ligger cirka 150 meter över havet. Den lever i ganska torra skogar med taggiga växter.
Individerna är nattaktiva men de vilar även under natten längre tider. Lepilemur petteri har främst blad som föda. Under den torra perioden minskar aktiviteten. Blad äts bland annat från Euphorbia tirucalli, Pentopetia androsaemifolia och från växter av släktet Marsdenia. Individerna sover i trädens håligheter och bland klätterväxter. De trummar ibland med händerna på barken men syftet är inte känt.
Lepilemur petteri hotas av svedjebruk och av andra landskapsförändringar. Det befaras att hela populationen minskar med 50 procent under de nästa tre generationer (räknad från 2019). Arten listas därför av IUCN som starkt hotad (EN).